# Ariana (pornószínész)
Ariana (Brooklyn, 1958. november 3. –) amerikai   pornószínésznő. Olasz és görög ősökkel rendelkezik. 1996-ban Desert Moon című filmjéért elnyerte a legjobb női mellékszereplőnek járó AVN-díjat.
Barbara Reilly néven született Brooklynban. Karrierjét sztriptíztáncosnőként kezdte a Manville-i (New Jersey) Frank's Chicken House klubban. Itt ismerkedett meg Nina Hartley pornószínésznővel. Hartley arra bíztatta Arianát, hogy modell karrierbe kezdjen, de az akkor 30 éves Ariana visszautasította az ajánlatot. Ezt követően Sandra Scream és Woody Long pornószínészek keresték meg őt, miközben a Go-Go Ramma nevű klubban dolgozott sztriptíztáncosnőként.
1992-ben lépett be a pornóiparba. 2004-ben vonult nyugdíjba. Összesen 298 filmben szerepelt.